# Білов (хутір)
Білов (рос. Белов) — хутір в Ульяновському районі Ульяновської області Російської Федерації.
Населення становить 3 особи. Входить до складу муніципального утворення Большеключищенське сільське поселення.

## Історія
Від 2004 року входить до складу муніципального утворення Большеключищенське сільське поселення.

## Населення
| 2010 | 2013 | 2015 |
| ---- | ---- | ---- |
| 6    | ↘2   | ↗3   |